# Chapelle de la Madeleine de Malestroit
Pour les articles homonymes, voir Chapelle de la Madeleine.
La chapelle de La Madeleine est une ancienne chapelle en ruines, située dans la commune de Malestroit dans le Morbihan.

## Historique
Ces ruines sont celles d'une ancienne léproserie, devenue en 1129 prieuré de l'abbaye de Marmoutier. La chapelle romane est agrandie au sud au XVe siècle.
En 1343, les plénipotentiaires de Philippe VI de Valois et d'Édouard III d'Angleterre y signent la célèbre trêve de Malestroit. La chapelle se dégrade progressivement à partir de la fin du XVIIe siècle.
Un affrontement entre des soldats républicains et un groupe de Chouans y a lieu le 4 janvier 1795. La violence des combats est décrite dans une peinture d'Alexandre Bloch.
La chapelle est désaffectée en 1870 et détruite par un incendie en 1880. Ses vitraux (XVe siècle, XVIIe siècle relatant la légende de sainte Marie Madeleine) sont décrochés et entreposés dans le grenier du presbytère par le maire pour les protéger, alors que la chapelle tombe en ruine. Ils sont achetés par Émile Zola en 1889 pour orner les fenêtres de son cabinet de travail. William Randolph Hearst les achète en 1903 pour 12 000 francs. Les vitraux sont offerts à la Saint David's School (en) en 1958, où ils ornent la chapelle,.
Les ruines de la chapelle font l’objet d’une inscription au titre des monuments historiques depuis le 20 décembre 1934.

## Description
Le clocher-mur fortifié est le plus ancien du département. Le pignon roman, partie la plus ancienne de l'édifice ruiné, est renforcé par quatre contreforts. Ceux du centre encadrent un arc de plein cintre. Une porte en arc brisé s'ouvre en retrait. Le sommet des deux contreforts centraux est joint par des arcs en porte-à-faux reposant au centre sur un corbeau. Ils portent le petit clocher rectangulaire à deux ouvertures qui s'achève par un fronton décoré d'un blason, ajouté au XVIIe ou au XVIIIe siècle. Le pignon est prolongé au sud par le mur de la double nef du XVe siècle. Celui-ci est percé de deux grandes fenêtres en arc brisé (traces de remplages) séparées par un contrefort. Une petite porte s'ouvre au sud de celui-ci.

Des éléments sculptés (frises, pieds de colonnes) de l'ancien édifice sont exposés dans la nef arasée. Traces de l'abside ronde. 

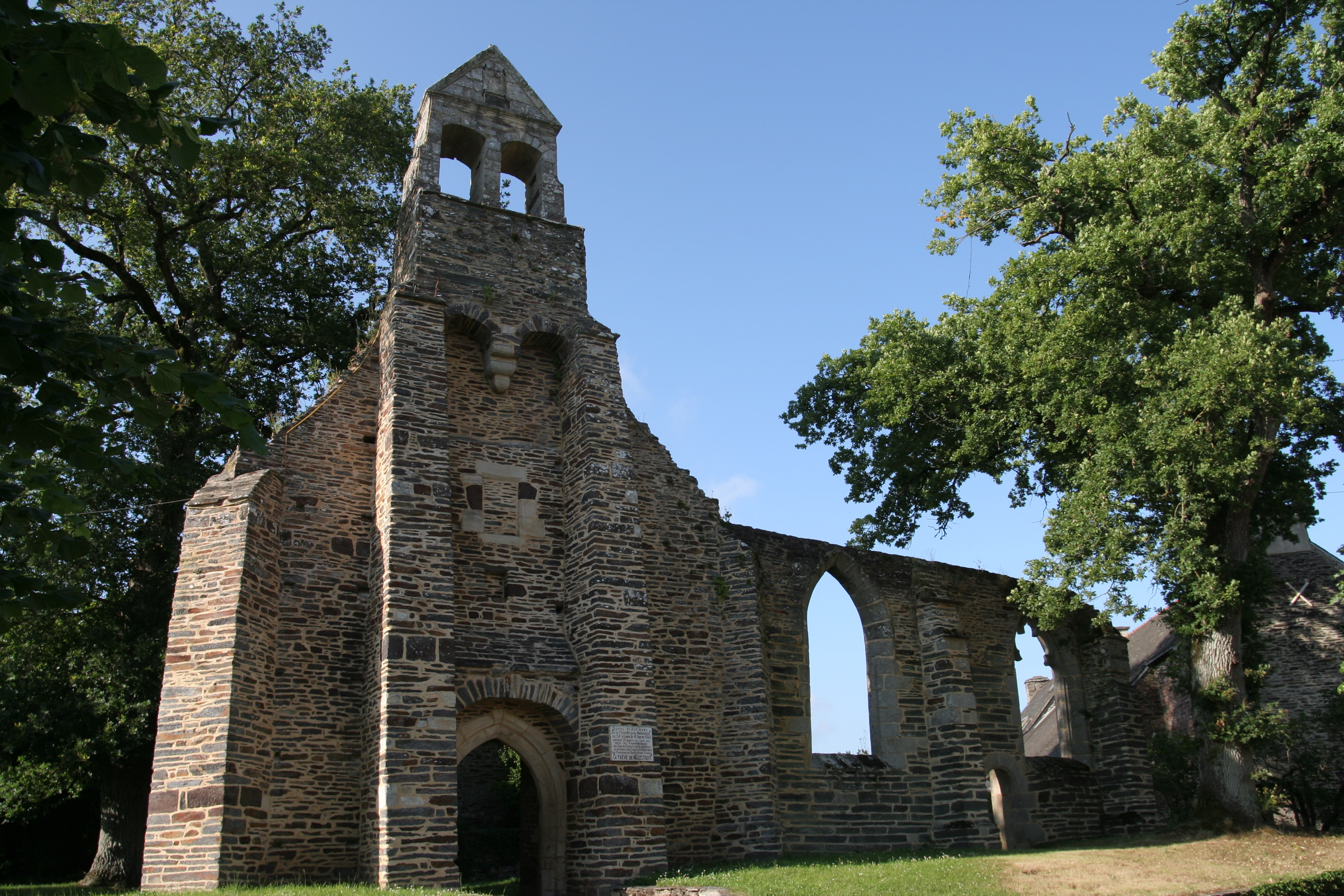
Pignon roman et façade des nefs du XVe siècle.
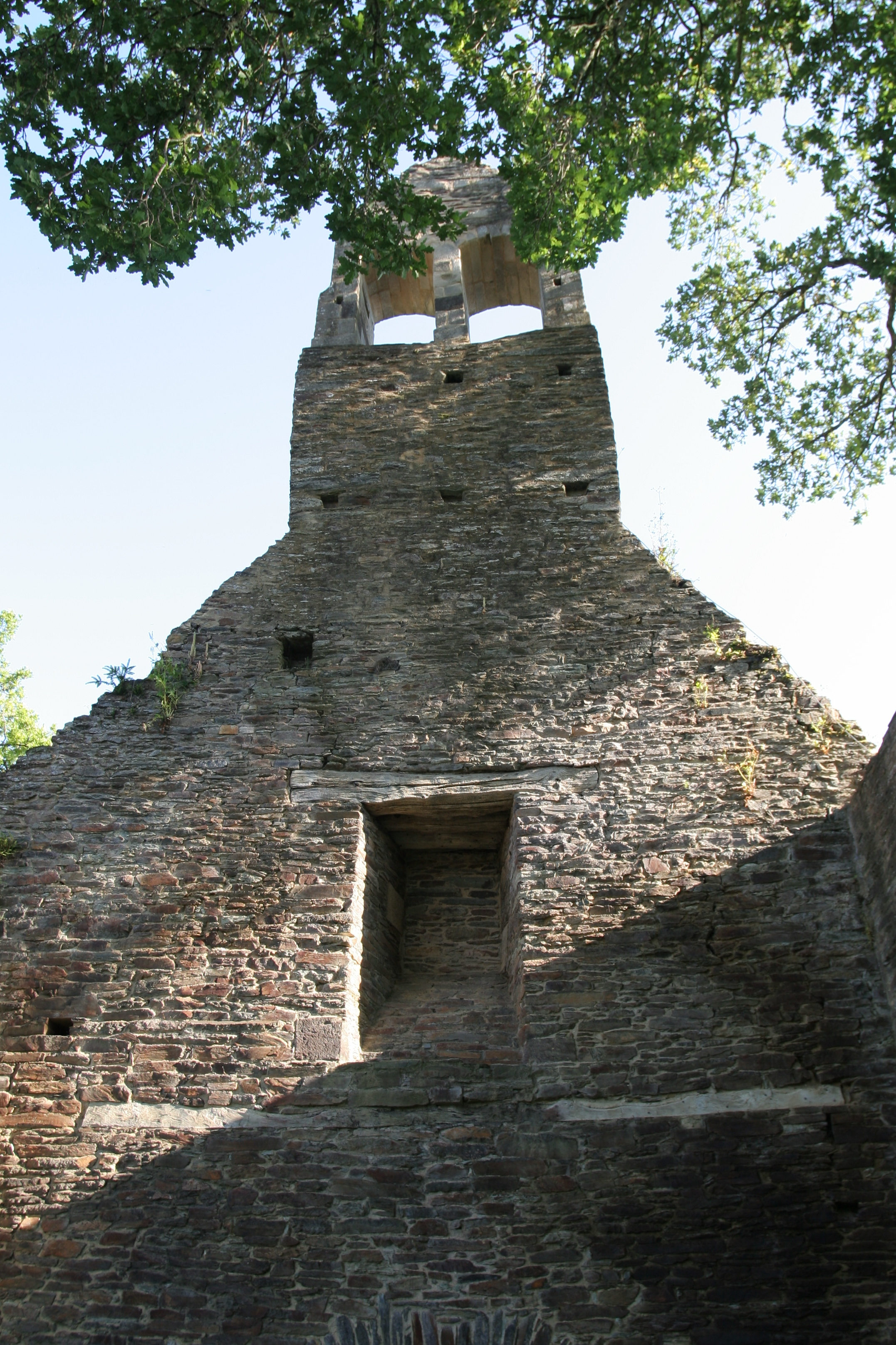
Pignon roman côté nef.
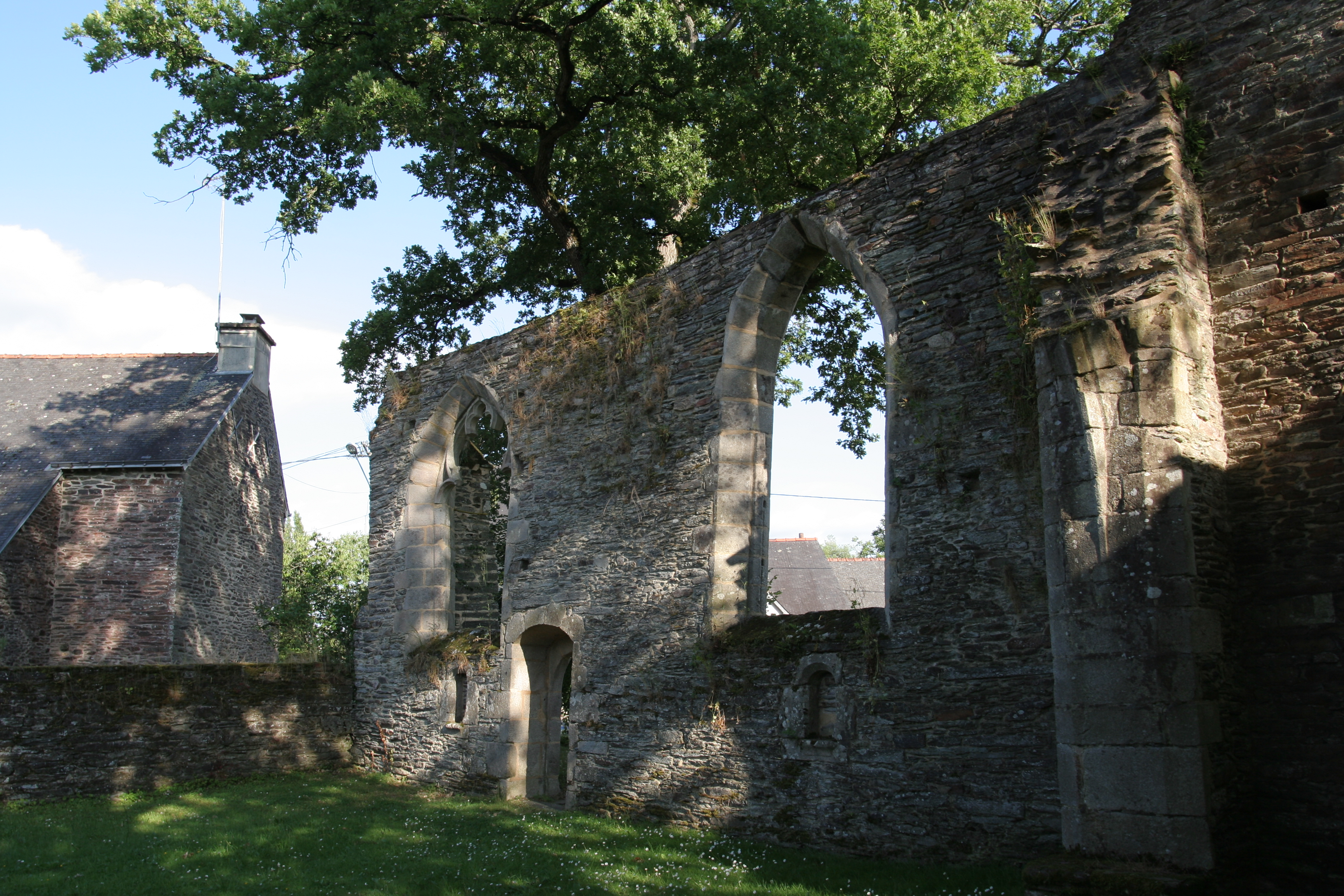
Mur gothique côté nef.
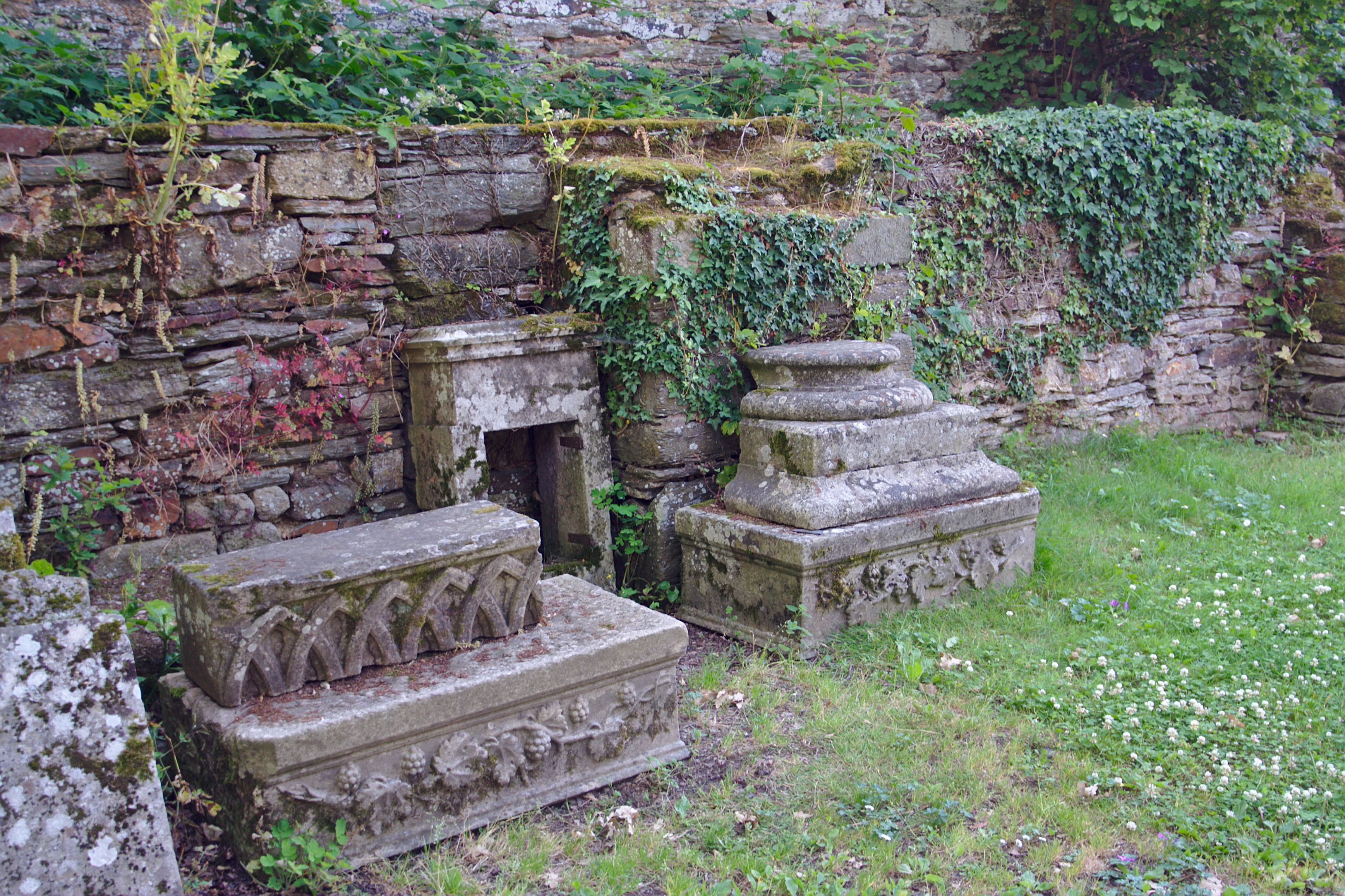
Éléments sculptés exposés.